# Богданов, Пётр Алексеевич (кооператор)
Пётр Алексе́евич Богда́нов (1888 — не ранее 1941) — российский экономист, министр земледелия в Северо-Западном правительстве генерала Юденича, деятель кооперативного движения и русской общины в Эстонии.

## Эсер и участник Белого движения
Окончил Псковское землемерное училище.
Участвовал в деятельности Партии социалистов-революционеров, в проведении её избирательной кампании в Учредительное собрание в 1917 в Псковской губернии.
В августе 1919 был назначен министром земледелия Северо-Западного правительства, сформированного в Ревеле (военным министром в этом правительстве был генерал Н. Н. Юденич). Богданов принадлежал к левому крылу членов правительства, взгляды которого расходились с точкой зрения военного командования белых и большинства офицерского корпуса. Считал, что земля в России должна принадлежать крестьянам, а в политической сфере выступал за широкую демократию.

## Деятельность в Эстонии
После поражения Северо-Западной армии и роспуска правительства (в декабре 1919 года) возглавлял организационное бюро по созыву русского беженского съезда (создано в январе 1920 года), участвовал в деятельности ревельской группы социалистов-революционеров. В 1920 по обвинению в сотрудничестве с большевиками был заключен в тюрьму, но вскоре освобождён (видимо, поводом для ареста были его левые политические взгляды). Позднее входил в состав Русской трудовой крестьянской партии (РТКП; эмигрантская организация с центром в Праге), являлся одним из её учредителей, с 1927 года входил в состав совета РТКП, участвовал в выработке программы партии. Публиковался в выходивших в Праге сборниках «Крестьянская Россия». В 1929 года был одним из основателей Русской крестьянской партии Эстонии.
Играл ключевую роль в создании и развитии русского кооперативного движения в Эстонии. В 1920—1921 гг. — руководитель правления Русского кооперативного товарищества, в 1924—1940 гг. — член и председатель ревизионной комиссии потребительского общества Oma Abi в Копли. Одновременно четыре года работал землемером в Печорах. В 1928 году вернулся в Таллин, активно работал в Союзе русских потребительских и благотворительных обществ в Эстонии. Читал лекции по теории и истории кооперации на кооперативно-бухгалтерских курсах, публиковал многочисленные статьи ставшие основой для вышедшей в свет в 1940 году монографии «Очерки кооперативного движения».
Выступал за создание системы низших сельскохозяйственных школ и введение в начальной школе курса сельскохозяйственных и кустарных знаний с тем, чтобы повысить качество землепользования и привить крестьянам агрономические знания. Видел в этом возможность преодоления негативного эффекта от малоземелья русского крестьянства в Эстонии.
Принимал участие в культурной жизни русской общины в Эстонии. Был в числе организаторов Дней русского просвещения, входил в состав правления таллинского литературного кружка, сотрудничал в альманахах «Новь», переводил с эстонского языка.

## Арест и гибель
Летом 1940, после занятия территории Эстонии советскими войсками, был арестован и этапирован в Ленинград. Проходил по «делу РТКП», был приговорён к лишению свободы сроком на 15 лет. Видимо, погиб в лагере.